# Humanisterna (förbund)
Humanisterna är ett svenskt samfund för främjande av sekulär humanism. Förbundet har en demokratisk, partipolitiskt obunden organisation och förespråkar enligt de egna stadgarna ”en sekulär etik, där religiös tro eller uttolkning av föregivet heliga skrifter inte kan tillåtas styra samhällets moraluppfattningar.”

## Historia
Förbundet bildades 1979 under namnet Human-Etiska Förbundet i Sverige men bytte namn till Humanisterna 1999. Grundare och förste ordförande var advokaten och före detta professorn i förvaltningsrätt vid Buenos Aires universitet José Manuel Fernández Santana. Filosofen Ingemar Hedenius (som skrev ett utkast till förbundets stadgar) och författaren Per Anders Fogelström blev hedersmedlemmar en kort tid efter bildandet. 

## Organisation

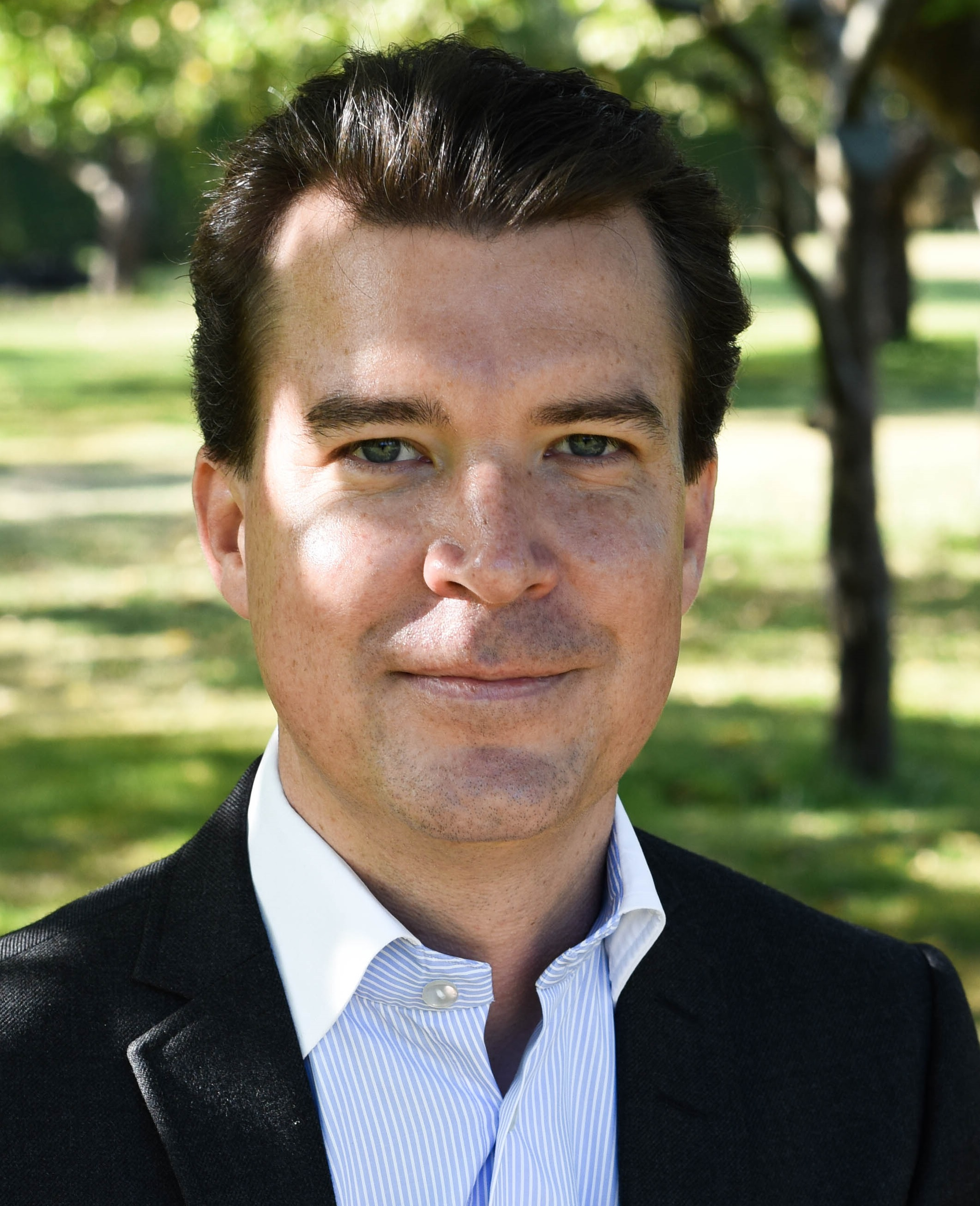
David Rönnegard - Humanisternas ordförande. (Foto: Iwona Bolöv).

Humanisterna har ca. 4 500 medlemmar i elva lokalavdelningar. Lokalavdelningar finns i Gotland, Jönköping, Kalmar, Stockholm, Södertälje, Umeå, Uppsala, Värmland, Väst, Örebro och Östergötland. Verksamheten finansieras främst genom medlemsavgifter och intäkter från konfirmandverksamhet. Organisationen är idag inte godkänt som bidragsberättigat trossamfund och får därför inte statsbidrag som sådant.
Humanisterna är anslutna till Humanists International (HI) som bildades år 1952 av Unescos dåvarande generalsekreterare Julian Huxley och European Humanist Federation (EHF). HI har bevakningsstatus i Unesco och flera andra av FN:s församlingar. EHF verkar som lobby-organisation inom EU.

## Politisk debatt
Förbundet förespråkar till exempel lagändringar så att ungdomar från 12 års ålder ska ges rätt att utträda ur trossamfund utan vårdnadshavares medgivande, och dessutom under 12 års ålder inte över huvud taget ska kunna anslutas till trossamfund utan eget medgivande. Man kritiserar också vad man uppfattar som kyrkans särställning vid krishantering.
Kristna samfund har fört debatt emot Humanisterna. I antologin Gud och hans kritiker från 2012 kritiserar en rad kristna skribenter Humanisterna och nyateismen. Teologen Stefan Gustavsson har även kritiserat Humanisternas religionskritik samt humanismen som ideologi, då denne menar att Humanisterna liksom humanismen anser att "religonen är roten till allt ont." Gustavsson och Humanisternas före detta ordföranden Christer Sturrmark har mot bakgrund av detta debatterat livsåskådningsfrågor på teman som "Skulle världen bli bättre utan religioner?"

## Vigselrätt
I januari 2024 godkändes Humanisterna som ett sekulärt samfund och senare i samma år fick organisationen vigselrätt. Den 14e december genomfördes den första humanistiska vigseln i Uppsala mellan föredetta ordföranden för Humanisterna Anna Bergström och Kristoffer Fredin. Vigseln ägde rum på café Varga vid centralstaionen och vigselförrättare var viceordföranden Janna Aanstoot.

### Den humanistiska vigselordningen
Den humanistiska vigselordningen är framtagen av förbundet och inspirerad av Per-Anders Fogelströms ursprungliga förslag till den borgerliga vigselordningen. Den humanistiska vigselordningen lyder:

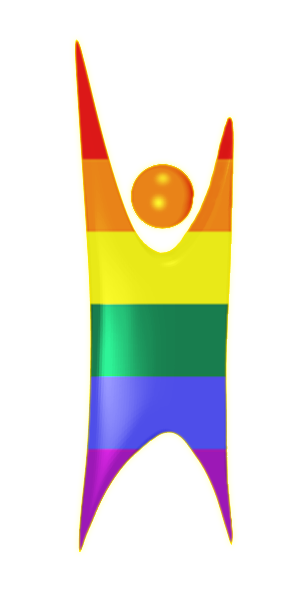
En regnbågsfärgad 3D-version av Happy Human

"Äktenskapet är ett uttryck för självständiga människors frivilliga gemenskap.
Självständigheten och gemenskapen är äktenskapets grundpelare.
Ni vill ingå äktenskap med varandra. Äktenskapet bygger på kärlek och tillit.
Genom att ingå äktenskap lovar ni att respektera och stötta varandra.
Som makar är ni två självständiga individer som kan hämta styrka ur er gemenskap.
(Frågorna ställs och de eventuella ritualerna genomförs)
Jag förklarar er nu för gifta.
När ni nu går ut i livet och åter till vardagen så minns
den vilja till gemenskap, den kärlek till varandra och den aktning för varandra
som ni känt i denna stund och som lett er hit. Lev väl, behandla varandra väl
och bygg en jämlik och kärleksfull gemenskap tillsammans.
Låt mig önska er lycka och välgång i ert äktenskap."

## Symbolen
I Humanisternas logotyp finns symbolen Happy Human som är en internationell symbol för humanismen. Symbolen valdes efter en tävling som anordnades av de brittiska humanisterna 1965 och designades av Dennis Barrington. Humanistiska organisationer i olika länder har designat egna versioner av Happy Human men som har gemensamma drag med originalet.

## Verksamhet
Bland aktiviteterna finns bland annat humanistisk konfirmation, samt utbildning av officianter för begravningar, vigslar och namngivningsceremonier. Dessutom bedriver man lobbyarbete för att den obligatoriska skolan ska vara icke-konfessionell. Man verkar vidare för att avskaffa gudstjänster på statligt finansierad TV och radio, och för att ge sekulära livsåskådningar lika mycket tid i media som religiösa. Sedan 2012 anordnar Humanisterna en sekulär ceremoni vid riksmötets öppnande, och från och med 2016 är denna ceremoni likställd med Svenska kyrkans gudstjänst, som hålls samtidigt.

### Humanistisk medmänniska
2021 startade förbundet Humanistisk medmänniska som en telefonlinje till stöd för människor i behov av någon att prata med. Telefonen bemannas av volontärer sex dagar i veckan.

### Hedeniuspriset
Humanisterna delar årligen ut Hedeniuspriset till en person som ”främjat humanism, rationalism och vetenskaplig kunskap”. Syftet med priset är att ”stödja och uppmärksamma personer som arbetar och verkar i Hedenius anda”. Vinnaren offentliggörs vanligen på Humanismens dag, den 10 november.

#### Pristagare
- 2000: Dan Larhammar
- 2001: Sholeh Irani
- 2002: Georg Klein
- 2003: Hans Alfredson
- 2004: Barbro Westerholm
- 2005: Lena Andersson
- 2006: Björn Ulvaeus
- 2007: P.C. Jersild
- 2008: Per Kornhall
- 2009: Elisabeth Ohlson Wallin
- 2010: Staffan Bergström
- 2011: Gunnar Göthberg
- 2012: Nyamko Sabuni
- 2013: Sara Mohammad
- 2014: Taslima Nasrin
- 2015: Ulf Danielsson
- 2016: RFSL Newcomers, ett nätverk inom RFSL
- 2017: Shamima Aktar
- 2018: Niklas Orrenius
- 2019: Kvinnors Nätverk
- 2020: Martin Hägglund
- 2021: Dawit Isaak-biblioteket
- 2022: Nahid Persson
- 2023 Carl Johan De Geer
- 2024: Christer Sturmark

### Kristallkulan
Humanisterna instiftade 15 december 2005 priset Kristallkulan i syfte att motverka pseudovetenskap. Priset om 100 000 kronor, som bygger på en idé av James Randi, tilldelas den som kan demonstrera någon paranormal eller övernaturlig förmåga som saknar vetenskaplig förklaring. Förutsättningen är att fenomenet kan demonstreras under tillfredsställande kontrollerade testformer.

### Tidningen Humanisten
Humanisten är en tidskrift för humanistisk idé- och kulturdebatt, som ges ut fyra gånger per år. Den gavs tidigare ut av Tidskriften Humanisten AB på uppdrag av förbundet. Ansvarig utgivare är Patrik Lindenfors. 2024 började tidningen ge ut podcasten Humbug som programleds av Vera-Linn Lanängen, Janna Aanstoot, Ulf Schyldt och Jack Dahlby Green. Podden har "Intellektuell underhållning på låg nivå" som sin slogan.

## Ordförandelängd
- José Manuel Fernández Santana (1979–1982)
- Anders Aspegren (1982–1989)
- Rudolf Engström (1989–1990)
- Ebon Stranneby (1990–1994)
- Gunnar Ståldal (1994–1995)
- Mikael Göransson (1995–1999)[20]
- Carl-Johan Kleberg (1999–2004)
- Ludvig Grahn (2004–2005)
- Christer Sturmark (2005–2018)
- Anna Bergström (2018–2020)[21]
- David Rönnegard (2020–)